# Nicolas Florentin
Nicolas Florentin (* 16. Februar 1978 in Pont-à-Mousson) ist ein ehemaliger französischer Fußballspieler.

## Karriere
Florentin begann seine Profilaufbahn bei der AS Nancy, wo er ab 1996 im Kader der Erstligamannschaft stand. Auf sein Debüt musste er jedoch bis zur Saison 1997/98 warten und absolvierte es nach Nancys Abstieg in der zweiten Liga. Dies blieb sein einziger Einsatz in einer Spielzeit, an deren Ende er mit seiner Mannschaft die Zweitligameisterschaft und den damit verbundenen Wiederaufstieg erreichte. In den darauffolgenden anderthalb Jahren Erstklassigkeit kam Florentin nicht über zwei bestrittene Partien hinaus, sodass er im Dezember 1999 an den Drittligisten AS Beauvais ausgeliehen wurde. 
Bei Beauvais spielte er zuerst auch kaum, avancierte dann allerdings zum Stammspieler, als das Team im Jahr 2000 den Aufstieg in die zweite Liga geschafft hatte. 2001 kehrte er zum mittlerweile ebenfalls zweitklassigen Nancy zurück und erhielt auch dort einen Stammplatz. Diesen büßte er ein, als er 2002 zum Erstligisten ES Troyes AC wechselte. Mit Troyes stieg Florentin 2003 ab und 2005 wieder auf und erreichte dabei nie einen Stammplatz. 
Erst als er 2005 nach dem Aufstieg mit Troyes zum SM Caen wechselte, gehörte er wieder der ersten Elf an. Nachdem er mit Caen 2007 in die höchste französische Spielklasse gelangt war, verbrachte er die einzigen beiden Jahre seiner Karriere, in denen er Stammspieler in der ersten Liga war. Im Sommer 2009 musste er zwei Rückschläge hinnehmen, weil Caen einerseits in die zweite Liga abgestiegen war und er sich selbst im Verlauf der Vorbereitung auf die neue Saison schwer verletzte. Florentin, der ohnehin wechseln wollte, weil Trainer Franck Dumas nicht weiter auf ihn setzte, lief kein einziges Mal mehr für Caen auf und unterschrieb 2010 beim SCO Angers. Angesichts von lediglich neun Einsätzen in zwei Jahren wurde der Vertrag 2012 nicht verlängert und Florentin beendete mit 34 Jahren seine aktive Karriere, in der er 75 Erst- und 165 Zweitligaspiele in Frankreich bestritten hatte. Direkt im Anschluss an seine Fußballerlaufbahn wurde er im Juli 2012 bei seinem Ex-Klub Nancy als Jugendtrainer eingestellt.